# Mercyful Fate (EP)
Pour le groupe, voir Mercyful Fate.
Albums de Mercyful Fate
Melissa
(1983)
Mercyful Fate est un EP de Mercyful Fate. Il est aussi connu sous le nom Nuns Have No Fun. Il contient quatre chansons, et a été enregistré et mixé au Stone Studio, à Roosendaal aux Pays-Bas, en deux jours en septembre 1982. La pochette a été dessinée par Ole Poulsen. Les chansons de cet album sont ressorties plus tard pour figurer sur l'album The Beginning.

## Liste des titres
Face-A
1. A Corpse Without Soul - 6:53
2. Nuns Have No Fun - 4:17

Face-B
1. Doomed by the Living Dead - 5:06
2. Devil Eyes - 5:48

Toutes les chansons sont composées par King Diamond et Hank Shermann, sauf "Nuns Have No Fun", par King Diamond, Michael Denner et Hank Shermann.

## Artistes
- King Diamond - Chant
- Hank Shermann - Guitare
- Michael Denner - Guitare
- Timi Hansen - Basse
- Kim Ruzz - Batterie